# Prestonia exserta
Prestonia exserta là một loài thực vật có hoa trong họ La bố ma. Loài này được (A.DC.) Standl. miêu tả khoa học đầu tiên năm 1925.